# ナターリア・アレクセーエヴナ
ナターリア・アレクセーエヴナ（ロシア語: Наталья Алексеевна, 1755年6月25日 - 1776年4月26日）は、ロシア皇帝パーヴェル1世の最初の妃。ただし、パーヴェルが皇帝に即位する前に薨去したため、皇后にはならなかった。

## 生涯

### 生い立ち
ヘッセン＝ダルムシュタット方伯ルートヴィヒ9世とその妃ヘンリエッテ・カロリーネ・フォン・プファルツ＝ツヴァイブリュッケン（プファルツ系ヴィッテルスバッハ家傍系出身）の第5子として、プレンツラウ（現在のブランデンブルク州の町）で生まれた。

### ロシア大公妃
1773年10月10日、女帝エカチェリーナ2世の甥で、ツァレーヴィチであったパーヴェル大公と結婚した。結婚にあたっては正教に改宗し、ナターリア・アレクセーエヴナと改名した。
ナターリアは1776年4月にサンクトペテルブルクで第1子を死産し、自身も体調を崩して急逝した。

## ギャラリー
- 17歳頃（1772－73年頃画）
- 20歳頃（1776年、ロスラン画）